# Verschluss (Waffentechnik)

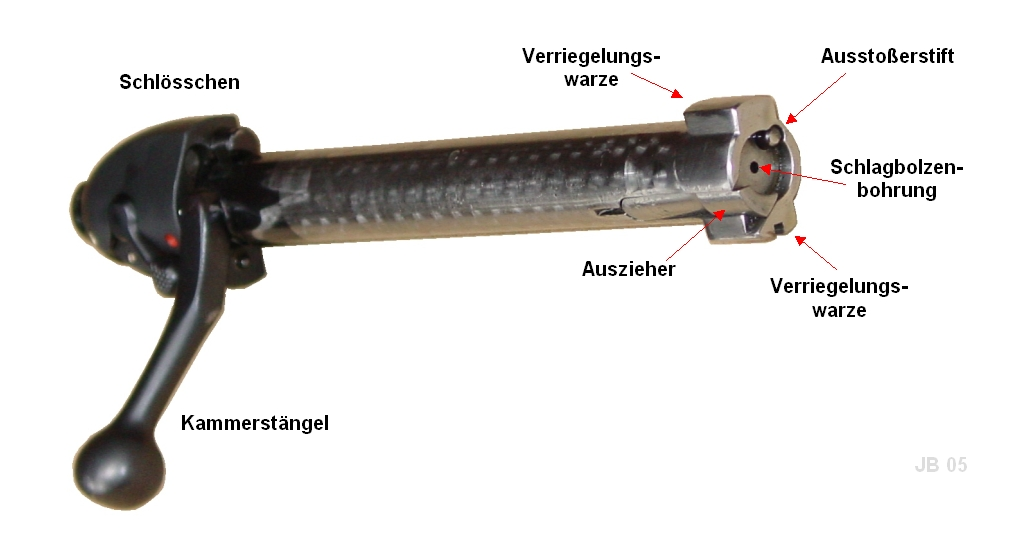
Zylinderverschluss

Der Verschluss ist eine Baugruppe eines Hinterladers und schließt den Lauf nach hinten ab. Der Verschluss verhindert das Austreten von Treibladungsgasen nach hinten. Er muss dabei stabil genug sein, um dem Druck dieser Gase standzuhalten. Bei Waffen für Patronen- oder Kartuschenmunition werden die Patronen bzw. Kartuschen durch den Verschluss im Lauf fixiert und die Abdichtung wird durch Liderung des Hülsenmaterials erreicht.
Als Verschlusssystem kann der Verschluss weitere Funktionen wie Laden, Abfeuern, Sichern und Entladen der Waffe übernehmen.

## Geschichte

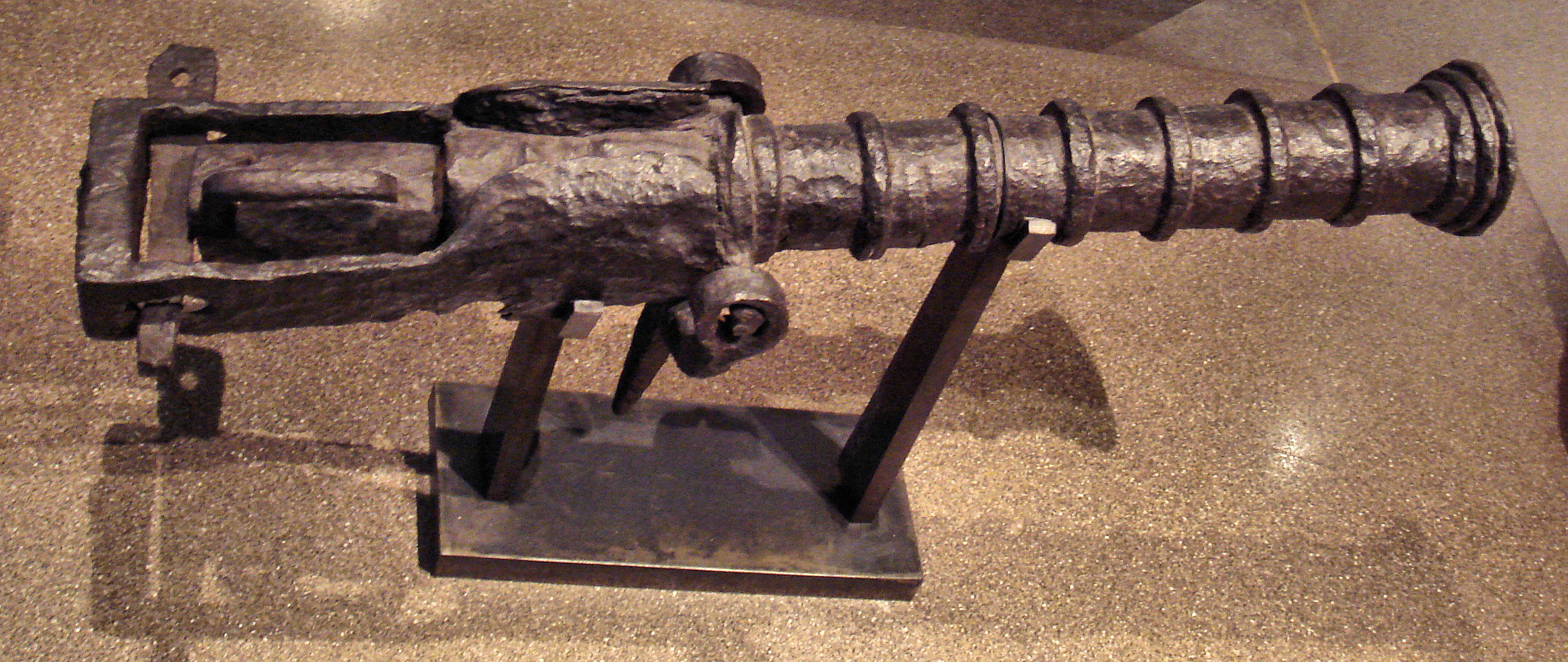
Ein Vorläufer eines Waffenverschlusses an einem Kammergeschütz von 1410

Schon zur Zeit der Vorderladerwaffen wurde die Notwendigkeit erkannt, an den zu damaliger Zeit fest verschlossenen Teil des Laufes zu gelangen, in dem das Pulver gezündet werden sollte, um die vor dem Pulver platzierte Kugel aus dem Lauf zu verschießen. Zündete das Pulver nicht, war das Entfernen der Kugel aus dem Lauf ein umständliches Unterfangen. Die Lösung für dieses Problem war der Vorläufer der Feuerwaffenverschlüsse, die Schwanzschraube, die den Lauf nach hinten verschloss, oder die Entwicklung von Kammergeschützen mit abnehmbarer Kammer für die Ladung.
Einen Zwischenschritt in der Entwicklung moderner Verschlusssysteme bildete das 1827 von Johann Nikolaus von Dreyse entwickelte Zündnadelsystem, dessen weitere Entwicklung zu einem schon in den Jahren von 1839 bis 1840 von der preußischen Armee getesteten Hinterladergewehr führte.
Ein anderer Weg wurde in Bayern beschritten: Dort wurden Vorderlader-Perkussionsgewehre zu Hinterladergewehren mit Perkussionszündung umgebaut. So wurde das „Podewils-Lindner-Gewehr M1858/67“ 1861 als Vorderlader „M/58/II“ von Auguste Francotte & Cie in Lüttich gebaut, etwa 1867 in Amberg zum Hinterlader umgebaut und in „M/58/67 II“ umbenannt. Der Verschluss besteht aus einer Schraubenverriegelung mit einem aufgeschnittenen Gewinde und Staubschutzdeckel, der von Edward Lindner entwickelt wurde. Die Perkussionszündung blieb so gut wie unverändert erhalten.
Der Vorteil der Hinterladergewehre war ihre höhere Schusskadenz und die Möglichkeit, diese Waffen im Liegen zu laden, ohne die Deckung aufgeben zu müssen. Vor der Einführung von Metall-Patronenhülsen war die mangelnde Gasdichtigkeit der damaligen Verschlüsse ein Problem, siehe Chassepotgewehr und Dreyse-Zündnadelgewehr. Durch die Metall-Patronenhülsen konnte die Treibladung verstärkt werden, da die durch den Gasdruck hervorgerufene Ausdehnung der Patronenhülse im Patronenlager zu einer Liderung führt, die das Patronenlager nach hinten gasdicht abschließt. Mit der Einführung der raucharmen Munition mussten die Verschlusssysteme verbessert werden. Im Fall der in Armeegewehren meist verwendeten Zylinderverschlüsse wurden die Verriegelungselemente vorn am Verschlusskopf angebracht, was erlaubte, den Verschluss direkt in der Laufverlängerung zu verriegeln.

## Verschlusstechnik
Der Verschluss muss beim Schuss den hohen Kräften standhalten, die der Gasdruck der Treibladung ausübt, um einerseits die Funktion der Waffe zu gewährleisten und andererseits eine Gefährdung des Schützen durch ausströmende Gase oder eine Aufsprengung auszuschließen. Bei der Berechnung der Verriegelungselemente muss der bei der Verbrennung entstehende Spitzendruck eingesetzt werden. Bei einem Spitzendruck von 1000 bar und einer beschlagenen Verschlussfläche von 1 cm² beträgt die wirkende Kraft 10.000 N (ca. 1 t). Die Abdichtung nach hinten erfolgt bei modernen Waffen in erster Linie durch die Liderung der Patronenhülse, wobei die an die Hülse angepasste vordere Fläche des Verschlusskopfes, der Stoßboden, den Patronenboden nach hinten abstützt. Verschlüsse von Waffen mit hülsenloser Munition werden formschlüssig abgedichtet.
Bis auf Vorderladerwaffen und Revolver verfügen praktisch alle Arten von Feuerwaffen über einen Verschluss. Der Verschluss selbst besteht gegebenenfalls aus verschiedenen einzelnen Teilen und bildet somit ein Verschlusssystem. Beispielsweise sind unter anderem folgende Teile in Verschlusssystemen zu finden:
- Schlagbolzen, auch separates Schlagstück
- Schlagbolzenfeder
- Auszieher (Auszieherkralle)
- Gasabnahme (bei Verschlussentlastungen automatischer Waffen)
- Sicherung (verschiedene Schlagbolzensicherungen und Schlagstücksicherungen)

Revolver benötigen bis auf wenige Ausnahmen (z. B. gasdichte Revolver) keine Verschlussmechanismen. Die Trommel bildet das Magazin und auch das Patronenlager, das vom Lauf separiert ist. Die Abdichtung erfolgt durch die Liderung der Patronenhülse, die hintere Unterstützung des Patronenlagers und der darin enthaltenen Patrone wird durch den Rahmen des Revolvers gewährleistet.

### Verriegelungstechnik

#### Grund für die Verriegelung

Ein einfacher Masseverschluss würde bei Flaschenhalshülsen zu ihrem Zerreißen führen. Beim AA-52 und dem FAMAS trat dieses Problem häufig auf. Beide Waffen haben einen hebelverzögerten Masseverschluss. Druckausgleichsrillen im Patronenlager und die Verwendung von Stahl- statt Messinghülsen behoben dieses Problem weitestgehend.

Ein Verschluss muss während der Schussabgabe die Abdichtung beziehungsweise die Abstützung der Patrone aufrechterhalten und darf sich nicht öffnen, bevor der Gasdruck auf einen ungefährlichen Wert abgesunken ist. Bei Selbstladewaffen kommen auch unverriegelte Verschlüsse zum Einsatz, bei denen das Öffnen des Verschlusses durch seine Masse kraftschlüssig verzögert wird. Eine Verriegelung erlaubt jedoch die Verwendung wesentlich leistungsstärkerer Munition.

#### Unverriegelter Verschluss (bei Selbstladern mit der sogenannten Sicherheitsstrecke)
Der unverriegelte Verschluss (auch als Masseverschluss oder gefederter Masseverschluss bezeichnet) beruht auf der Massenträgheit eines relativ schweren Verschlusses. Der Verschluss wird beim Schuss durch den hohen Druck im Lauf nach hinten beschleunigt, wobei seine Trägheit sicherstellt, dass die Hülse erst nach dem ausreichenden Absinken des Gasdruckes ganz aus dem Patronenlager ausgezogen wird. Die Kraft der Rückholfeder hat bei diesen Systemen kaum Einfluss auf das Öffnungsverhalten unmittelbar nach dem Schuss. Bei Handfeuerwaffen setzen Verschlussmasse und Federspannung der Leistung der verwendeten Munition enge Grenzen. Je höher die  Leistungsklasse der Munition, desto schwerer muss der Verschluss ausgeführt werden (vgl. Uzi oder Sten Gun), oder es muss eine sehr starke Schließfeder verwendet werden (vgl. „Le Francaise“ und alte „Astra“-Waffen), was die Waffenhandhabung erschwert. Im Bereich größerkalibriger Waffen kamen unverriegelte Masseverschlüsse etwa bei den Bordwaffen MK 108 und MG FF zum Einsatz.

#### Verriegelter Verschluss (bei Selbstladern mit der sogenannten Unterstellstrecke)
Beim verriegelten Verschluss stellen massive Verriegelungselemente die Verbindung zwischen Lauf und Verschluss beim Schuss sicher.
Beispiele:
- Kämme auf dem Lauf, entsprechende Nuten im Schlitten, Browning-System, Colt 1911, Lauf kippt ab zum Entriegeln.
- Verschlussblock am Laufende, verriegelnd im Auswurffenster des Schlittens, Glock-Pistolen, SIG 220. Lauf kippt ab zum Entriegeln.
- Kämme auf dem Lauf, entsprechende Nuten im Schlitten, Steyr M1912, Beretta 8000, Beretta Px4 Storm, Boberg XR9-S, Obregon-Pistole (Mexiko), Lauf dreht sich zum Entriegeln.
- Warzen am Verschlusszylinder, Mauser System 98 und viele andere
- Drehriegelverschluss: eine drehbare Hülse umschließt Kammer und Verschluss. Auf der Innenseite der Hülse sind Verriegelungskämme angebracht, die in die entsprechenden Gegenstücke im Verschluss greifen. MG 30 und Abkömmlinge, Solothurn S18/100
- Drehkopfverschluss, M16 und G36, AK 47, Mehrlade- und Selbstladeflinten
- Stützklappen, Sauer 80, Mg 51, Browning Automatic Rifle,
- Kugelmechanismus, Heym SR 30
- Schwenkriegel, Pistole Walther P.38 / P1 oder Beretta 92F
- Vertikalblock, Pistole Lahti35, ARSENAL FIREARMS AF-1 (Strike One, Stryk B)
- Kniegelenk, Maxim-Maschinengewehre, Borchardt- und Luger-Pistolen, frühe Winchester-Gewehre.

#### Verzögerter Masseverschluss
Ein nicht starr verriegelter Masseverschluss einer Automatikwaffe, bei dem der Verschlusskopf beim Schuss durch einen geeigneten Mechanismus den Rücklauf verzögert, heißt Verzögerter Masseverschluss.
Beispiele:
- Rollenverschluss, H&K-G3-Gewehr, Sturmgewehr 57
- Hebelübersetzung, FAMAS (Hebelübersetzung)
- Kraftübertragung durch gleitendes Element, Thompson-Maschinenpistole
- Kniegelenk, Maschinengewehr Schwarzlose

Verschiedene Verschluss- und Verriegelungssysteme
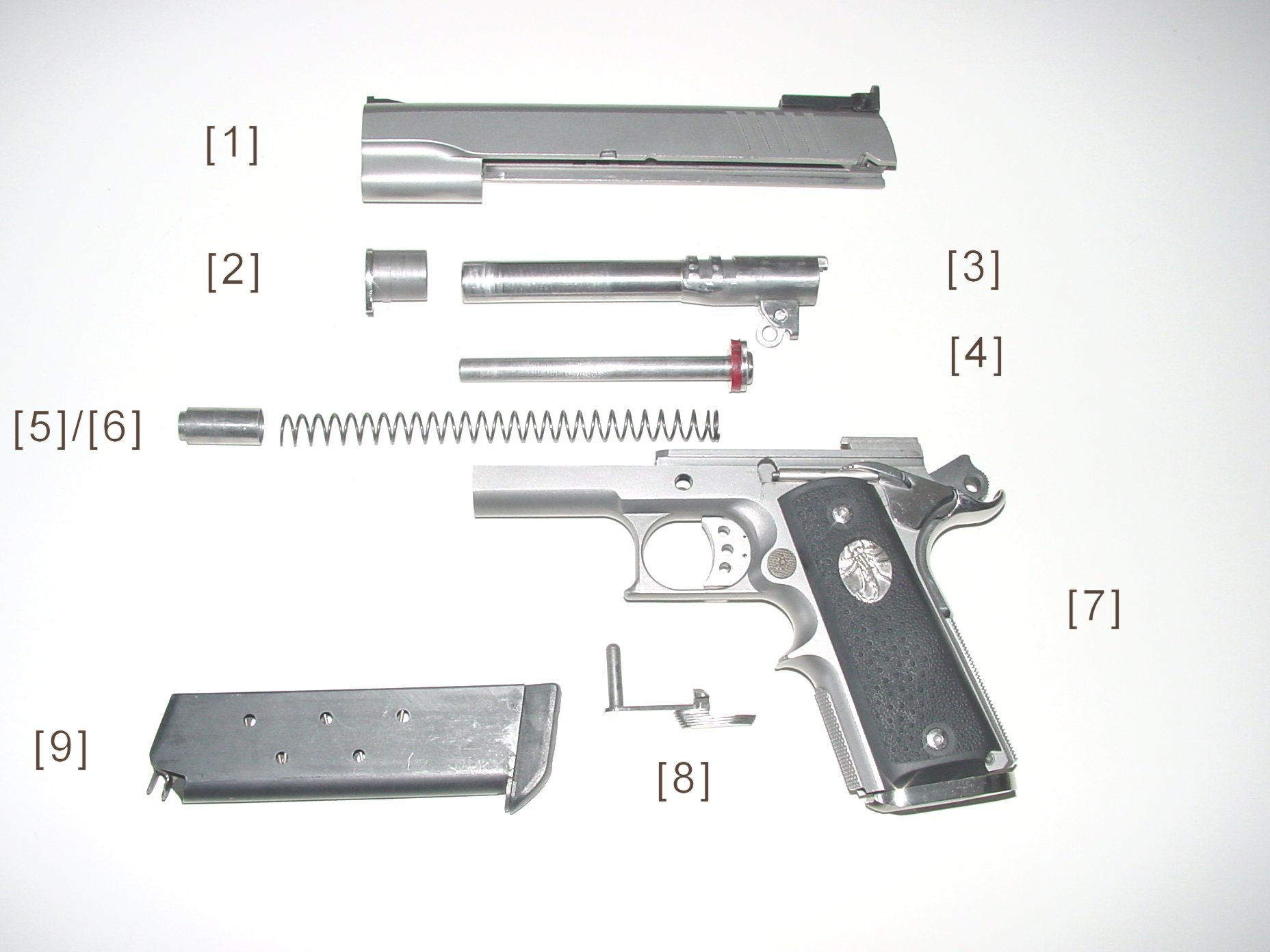
Verriegelungskämme auf dem Lauf (3) greifen in entsprechende Nuten im Schlitten (1) ein; Verschlusssteuerung erfolgt über die sog. Steuerkette (bewegliches Teil unten am Lauf (3))
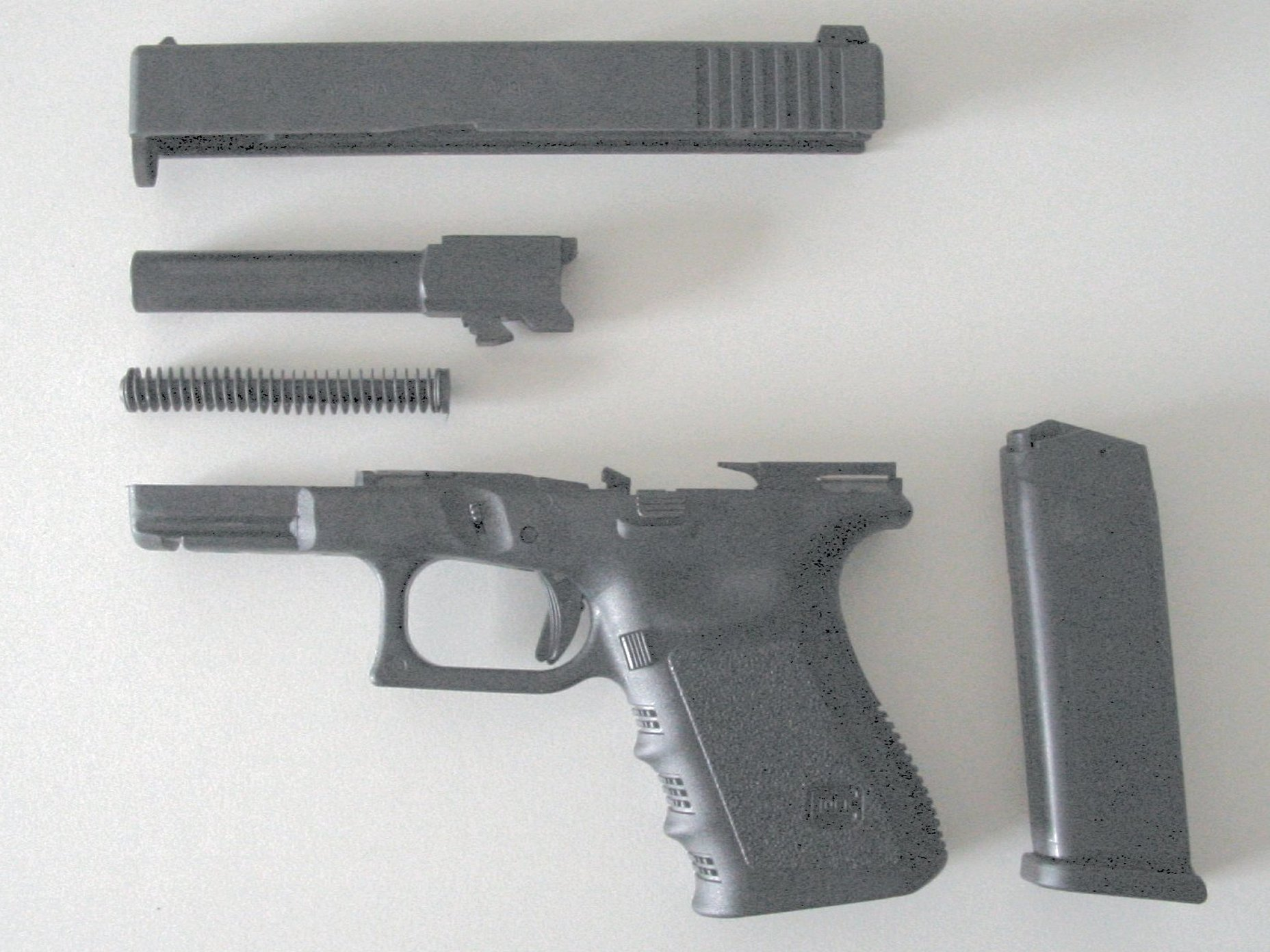
Verriegelungsblock auf dem Lauf greift in das Auswurffenster des Schlittens ein; Verschlusssteuerung erfolgt über unten am Lauf befindliche Steuerkurve (Nase)
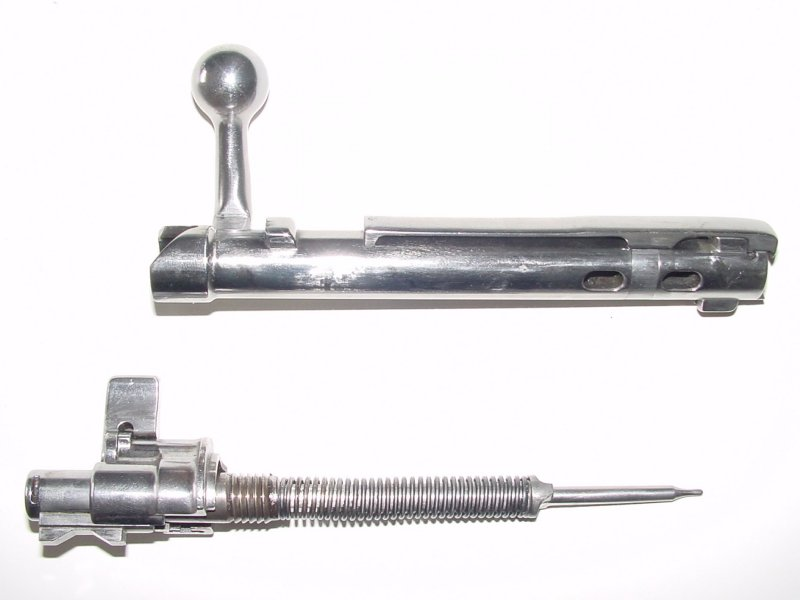
Teilzerlegter Zylinderverschluss, Mauser System 98. Zwei Verriegelungswarzen am Verschlussbolzen. Ebenfalls zu sehen: Auszieher (am Verschlussbolzen), Schlagbolzen, Schlagbolzenfeder und Sicherungseinheit.
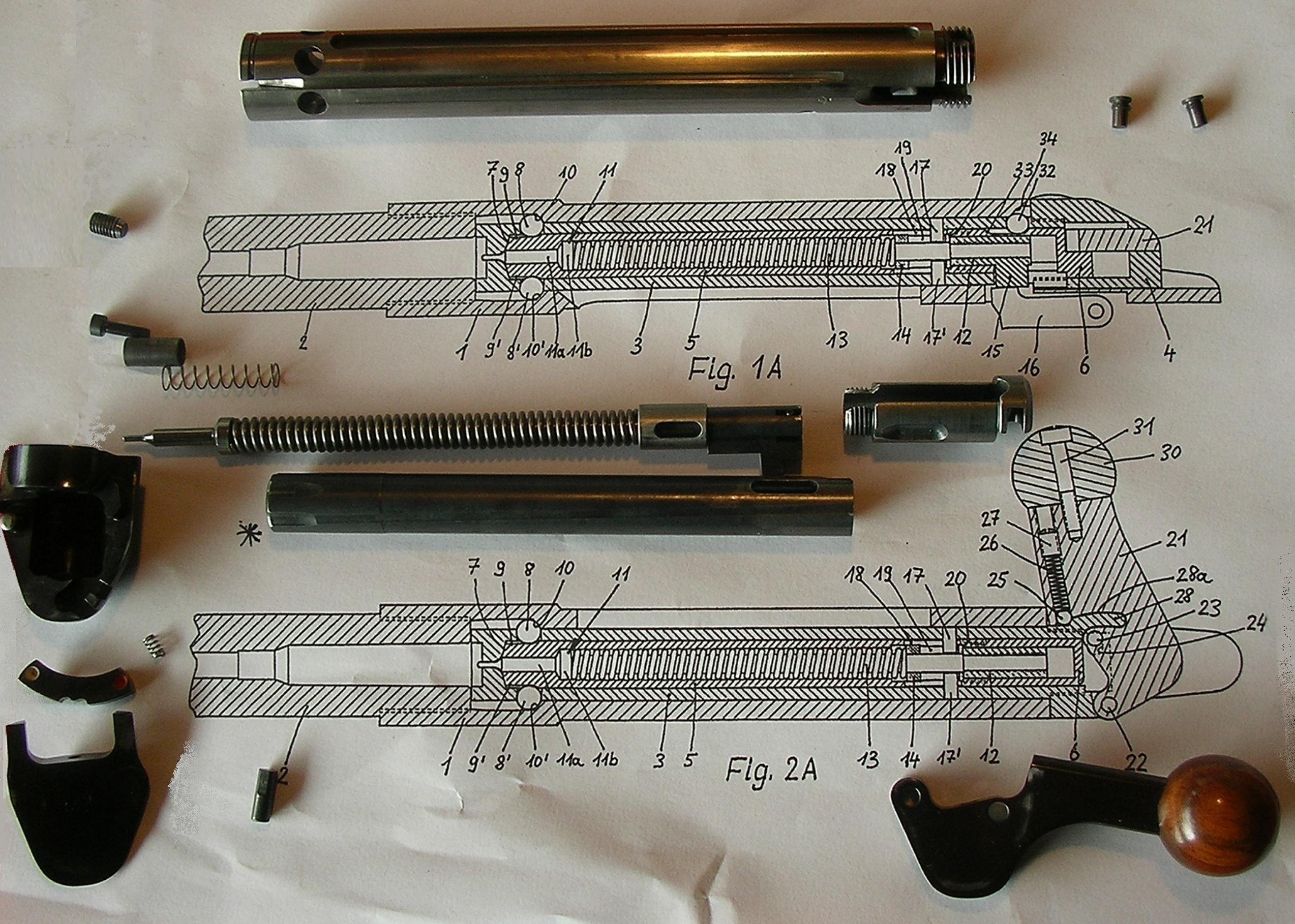
Zerlegter Geradezugverschluss Heym SR 30, zuerst für Biathlongewehre entwickelt, Verriegelung mit Kugelmechanismus
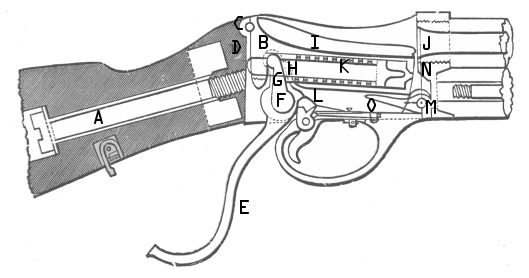
Darstellung des Martini-Henry-Fallblockverschlusses
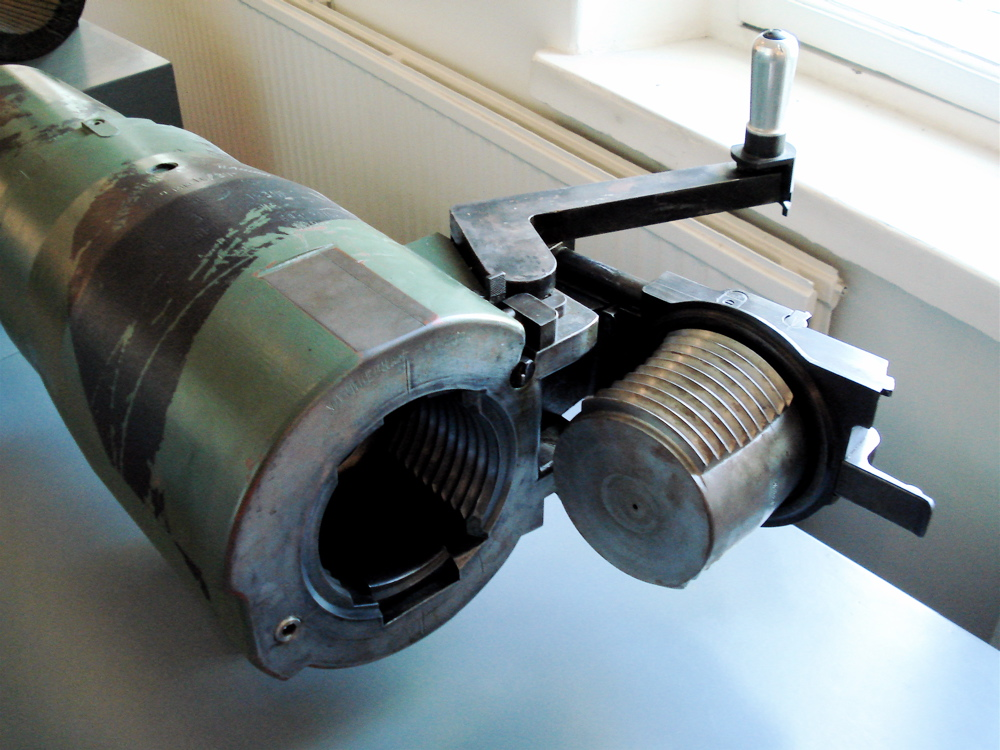
Finnisches Geschütz H37 (105 mm) mit russischem System (122 mm)
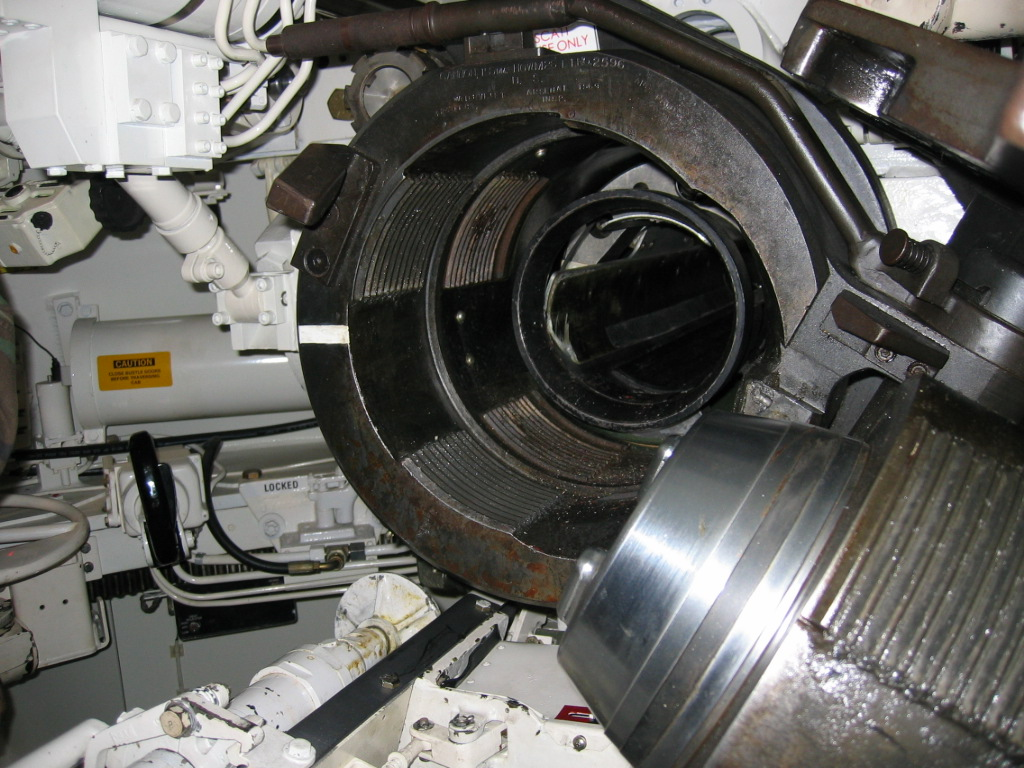
Verschluss des Geschützes einer Panzerhaubitze M109 (M284 type)
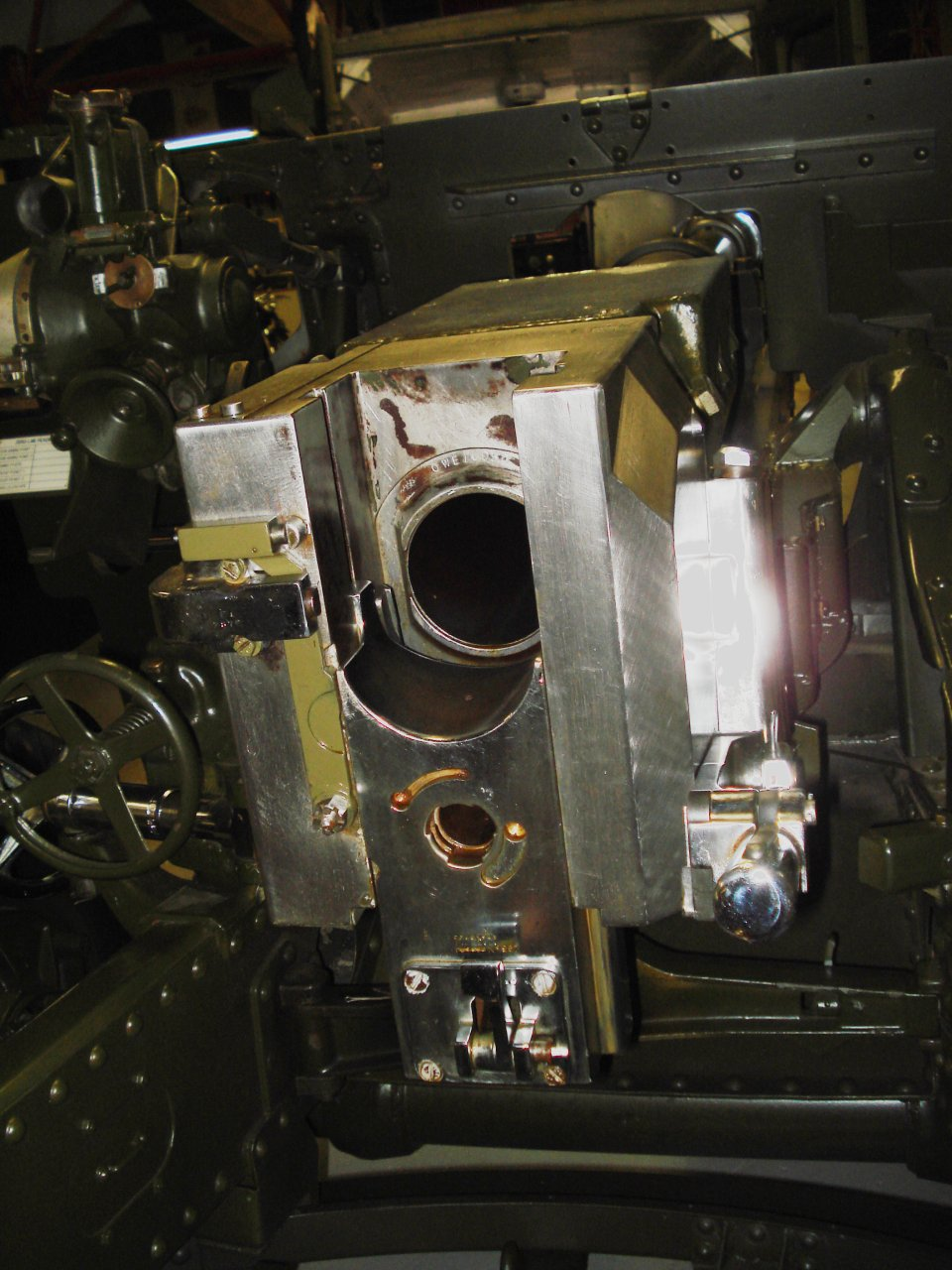
Keilverschluss eines Artilleriegeschützes
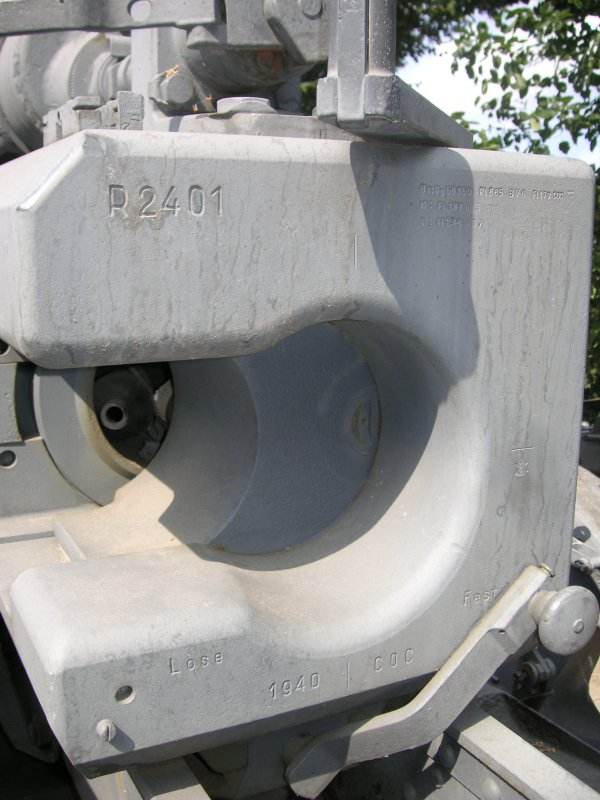
Verschluss einer deutschen schweren 15-cm-Feldhaubitze sFH 18
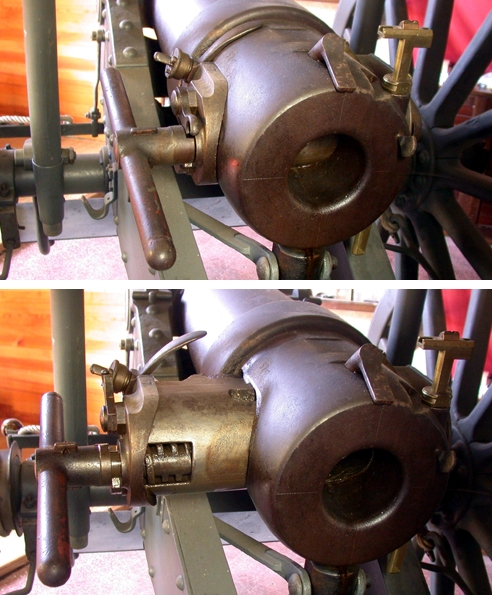
Krupp 1879, Querkeilverschluss
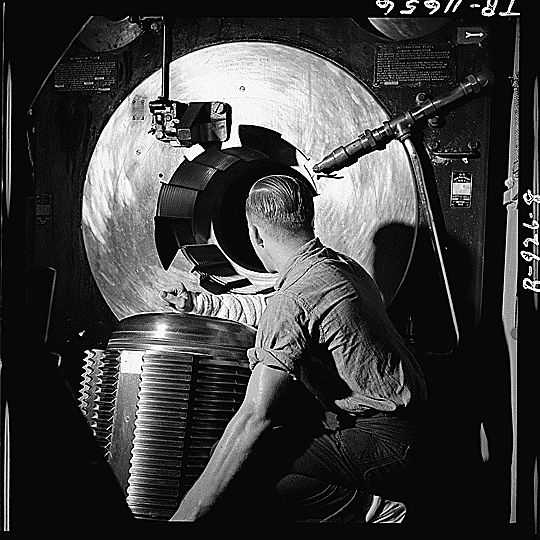
Verschluss eines Schiffsgeschützes mit Bediener
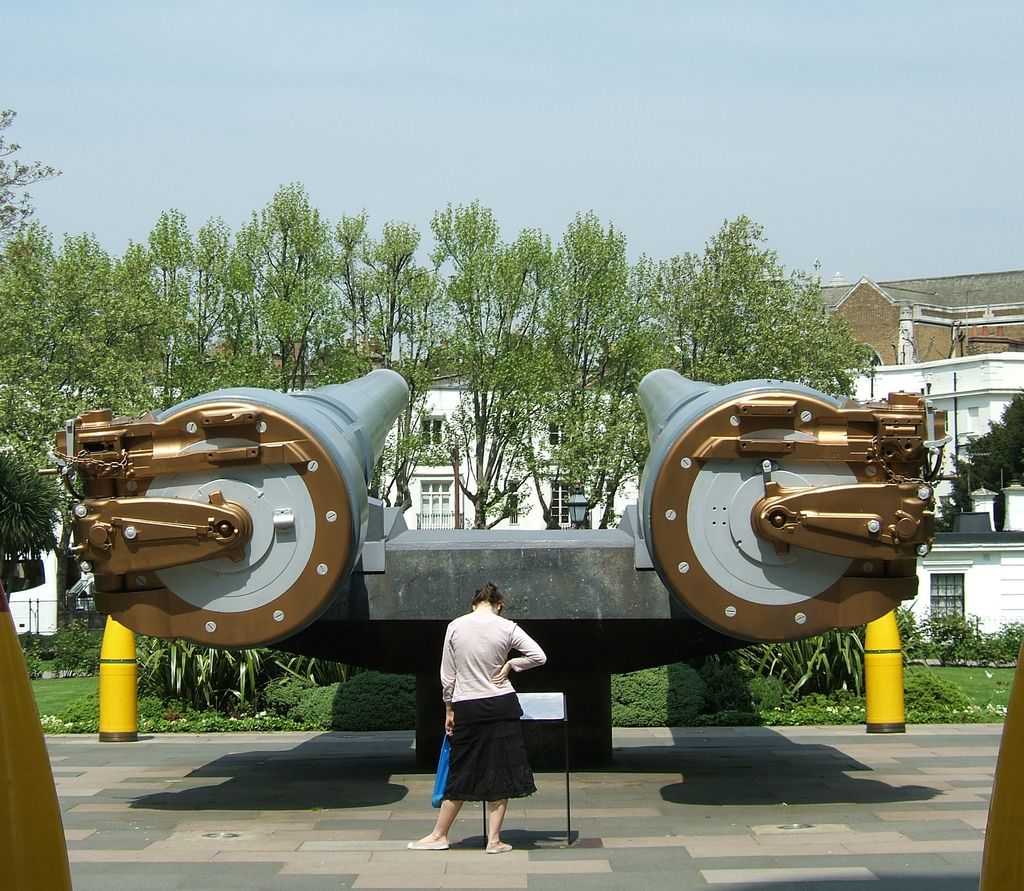
Englisches Doppelgeschütz mit Verschlüssen
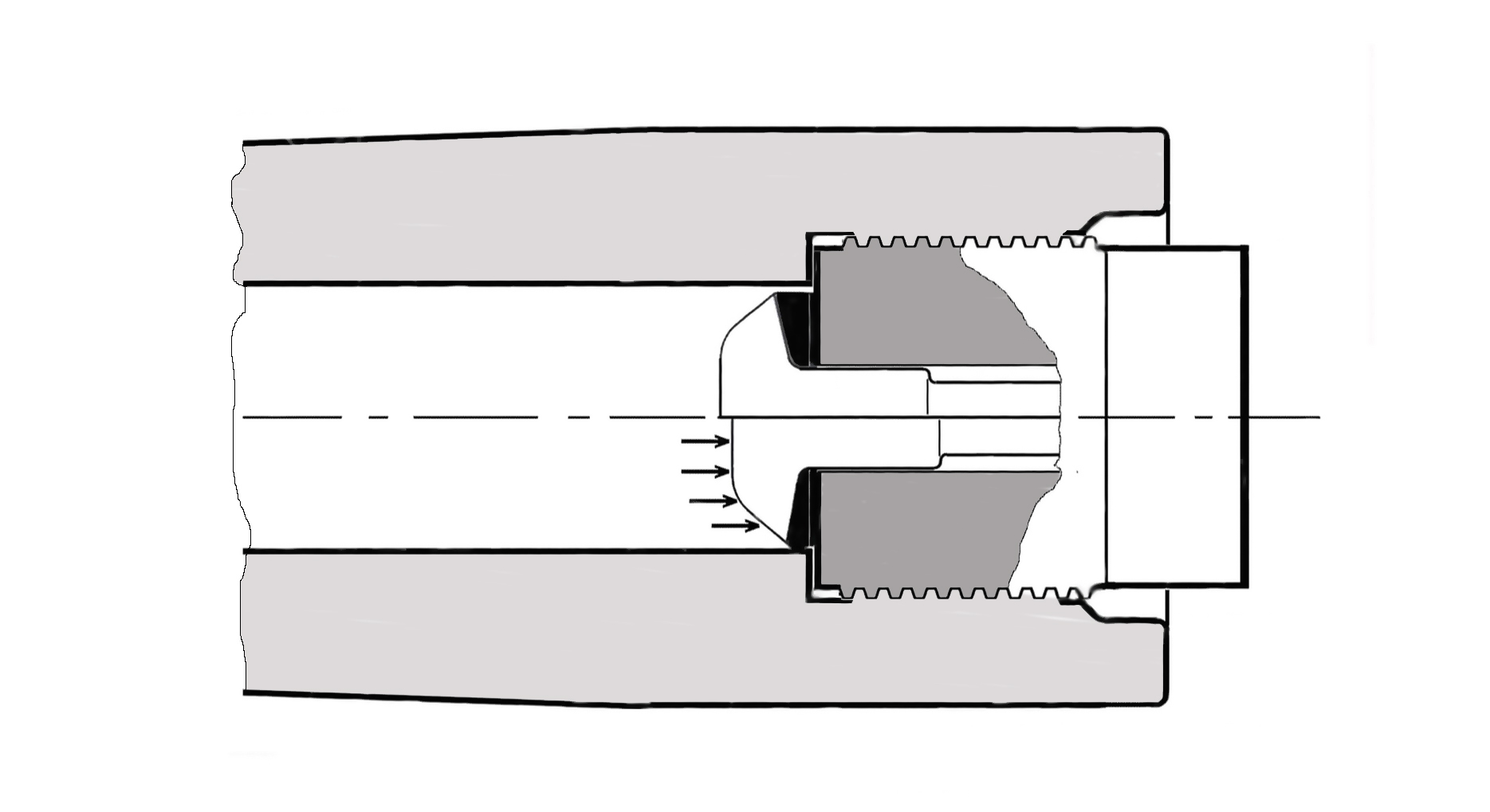
DeBange-Schraubenverschluss, Liderung
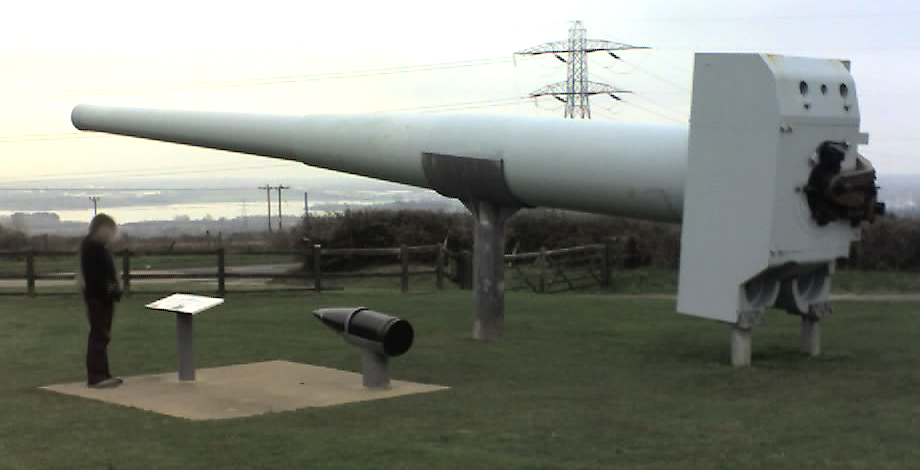
Englisches Schiffsgeschütz mit Verschluss.
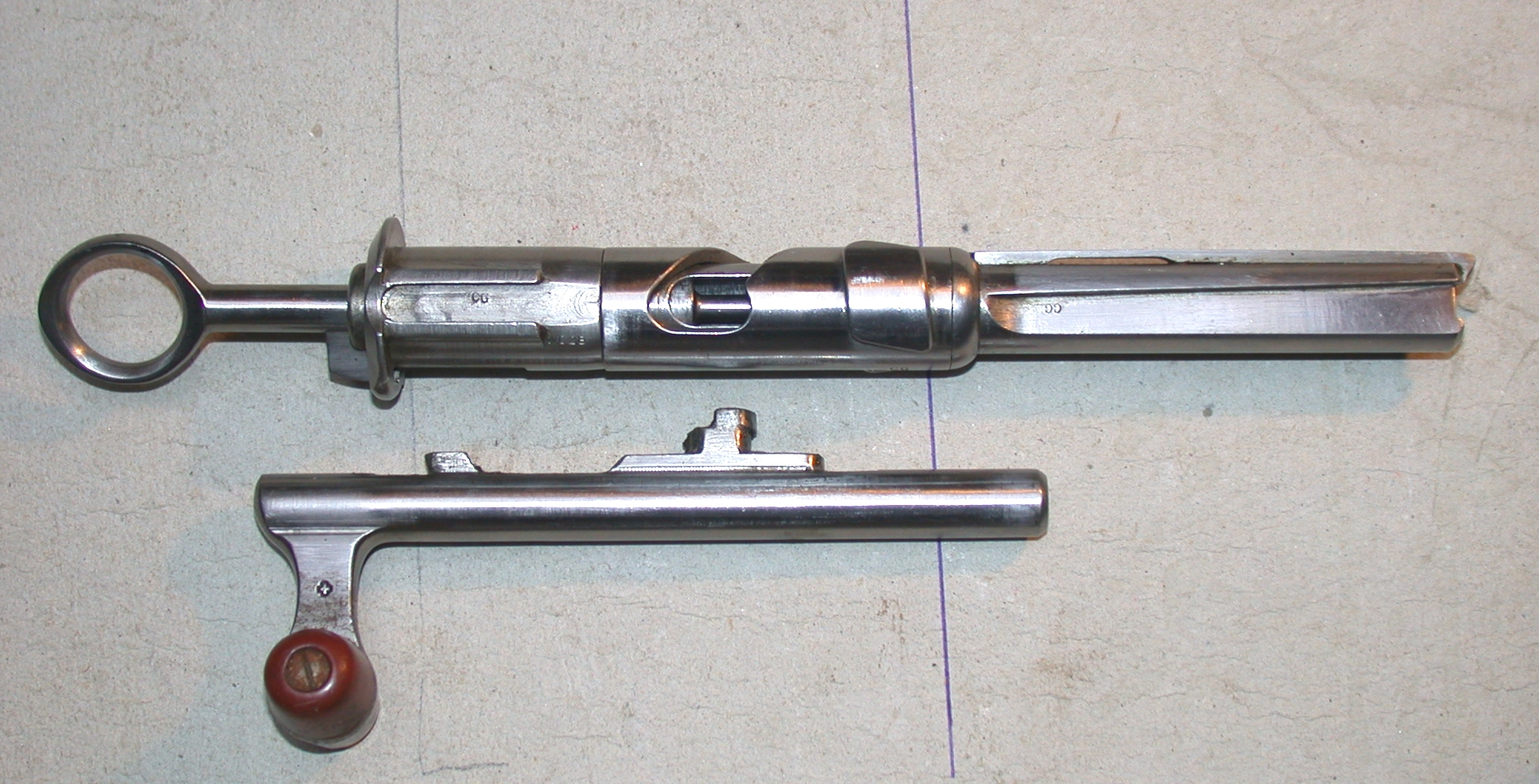
Schweizer Karabiner Mod 11, Geradezugverschluss
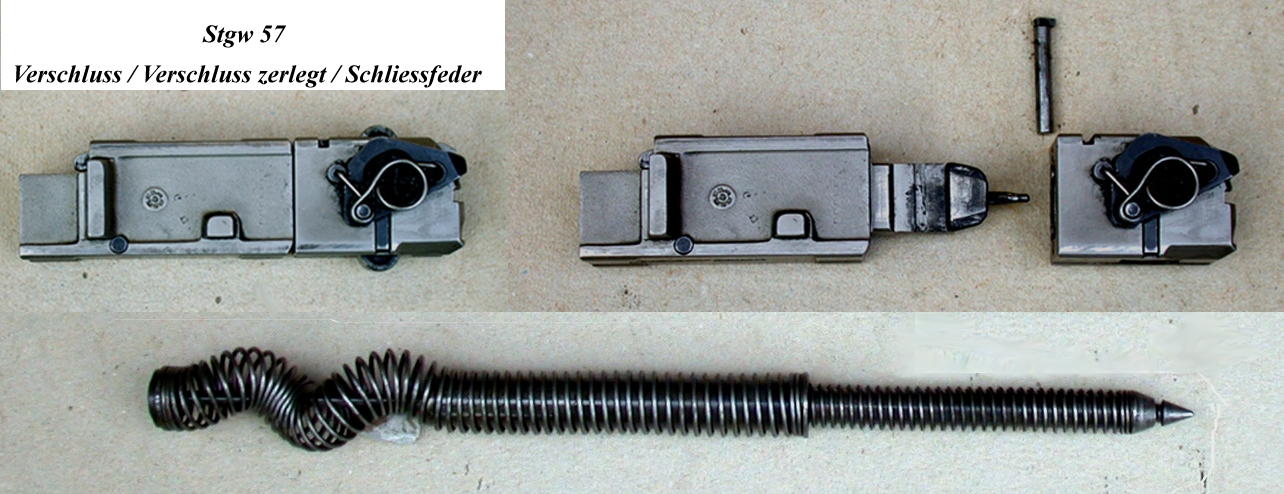
Schweizer Sturmgewehr 57, Rollenverschluss
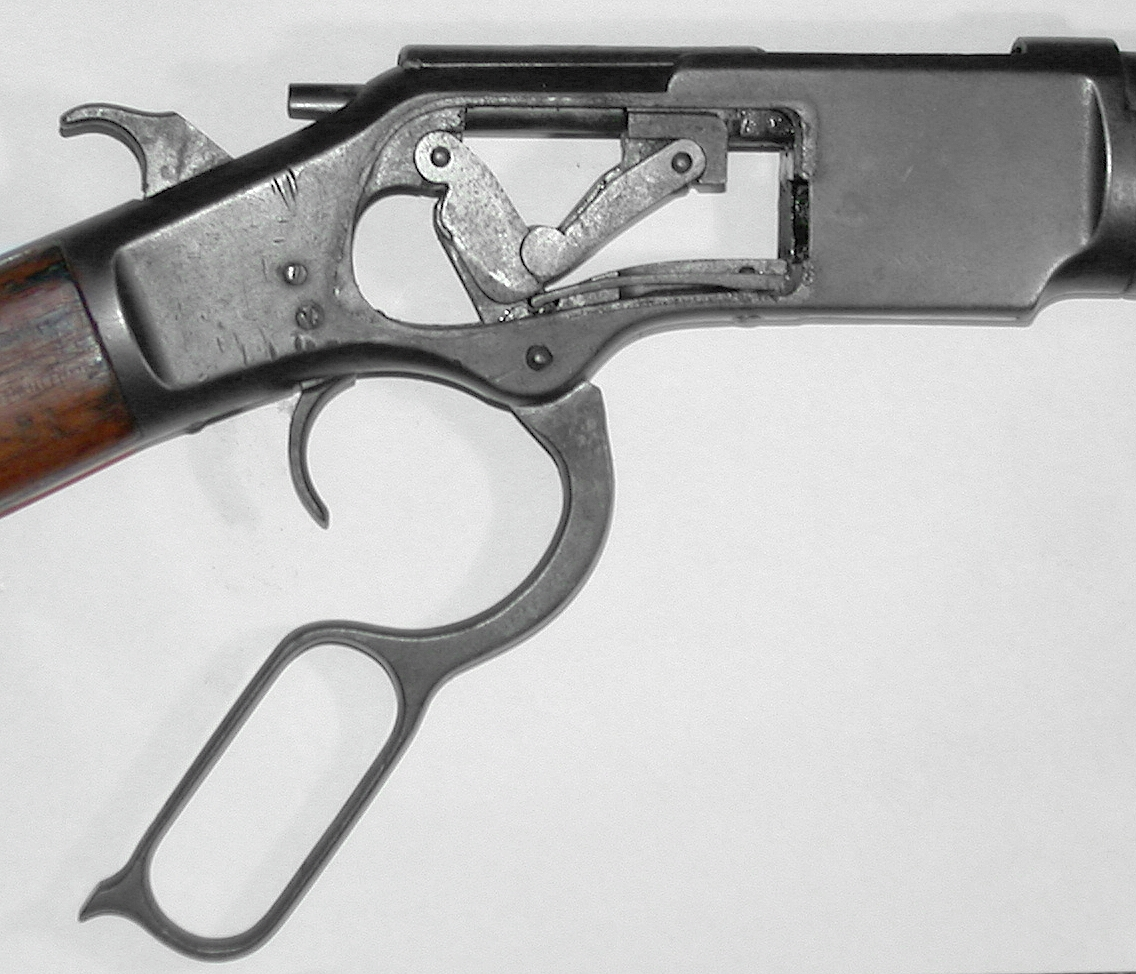
Kniegelenk-Verschluss bei frühen Winchester-Repetiergewehren
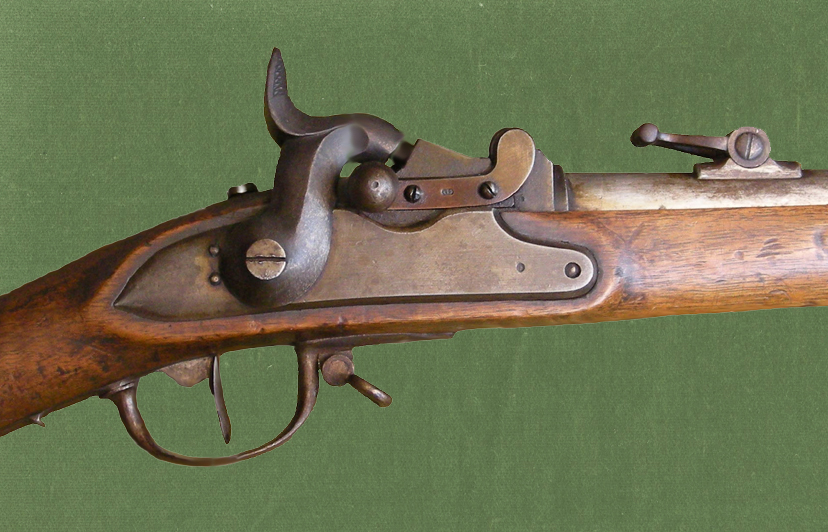
Milbank-Amsler-Verschluss
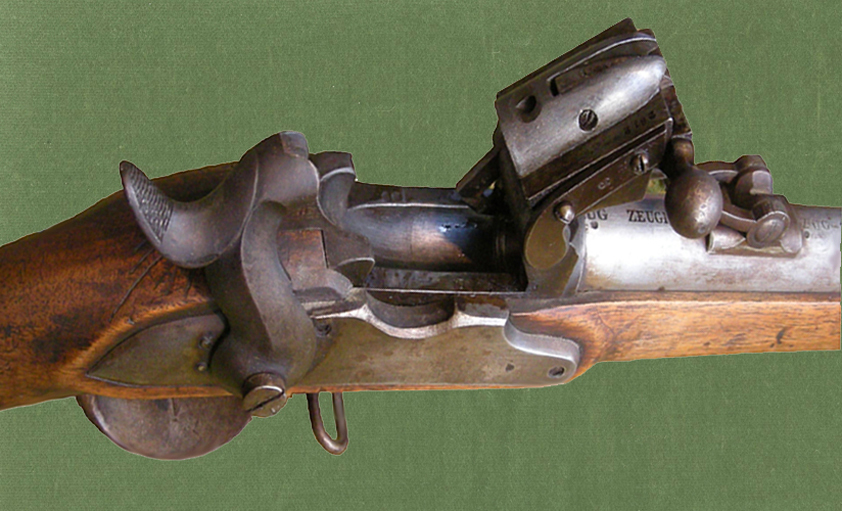
Milbank-Amsler ladebereit

#### Zeitliche Verschlusssteuerung
Zusätzlich zum Zeitpunkt muss der Ablauf des Ver- und Entriegelns des Verschlusses mechanisch gesteuert werden. Hierfür existiert eine Reihe unterschiedlicher konstruktiver Lösungen. Die weitaus meisten Lösungen basieren darauf, dass Verschluss und Lauf beim Schuss zunächst eine gemeinsame Bewegung nach hinten antreten und sich beim Erreichen eines definierten Punktes (z. B. einer Klinke oder Steuerkurve) trennen, d. h. die Verriegelung wird aufgehoben. Eine besondere Lösung dieses Problems zeigt der „unterknickte Kniegelenkverschluss“ der Pistolenfamilie der 08-Pistolen von Georg Luger (auch: Parabellumpistole). Danach bleibt der Lauf stehen, während der Verschluss seine Rückwärtsbewegung so lange fortsetzt, bis die Kraft der Schließfeder ihn wieder nach vorn treibt. Gemeinsam treten Lauf und Verschluss sodann in ihre Ruhelage zurück, wobei die Verriegelung eintritt.
Die Steuerung des Mechanismus der Verschluss- und Verriegelungssysteme wird beim Schuss entweder über die Rückstoßenergie auf den Stoßboden des Verschlusses oder durch Rücklauf des gesamten Systems (Lauf mit Verschluss wie z. B. bei Kanonen) oder auch per Gasdruck durch eine mechanische Übertragung der Energie des beim Schuss in alle Richtungen wirkenden Gasdrucks auf das Verschluss- und Verriegelungssystem bewerkstelligt (siehe Gasdrucklader).
Während bei Selbstladegewehren beide Systeme vorkommen und die Gasdrucklader unter den modernen Waffen verbreiteter sind, funktionieren verriegelte Selbstladepistolen – bis auf wenige Ausnahmen – als Rückstoßlader (Rückstoß wie Rücklauf).

## Verschlusssysteme
Es werden allgemein unverriegelte und verriegelte Verschlusssysteme unterschieden. Unverriegelte Verschlusssysteme arbeiten kraftschlüssig und finden vorwiegend bei Waffen im Kleinkaliber oder mit kleinkalibriger Munition Verwendung; die Ausnahme bilden Maschinenpistolen. Verriegelte Verschlusssysteme arbeiten formschlüssig und sind in Waffen zum Verschießen starker Munition unumgänglich.

### Kipplaufverschluss

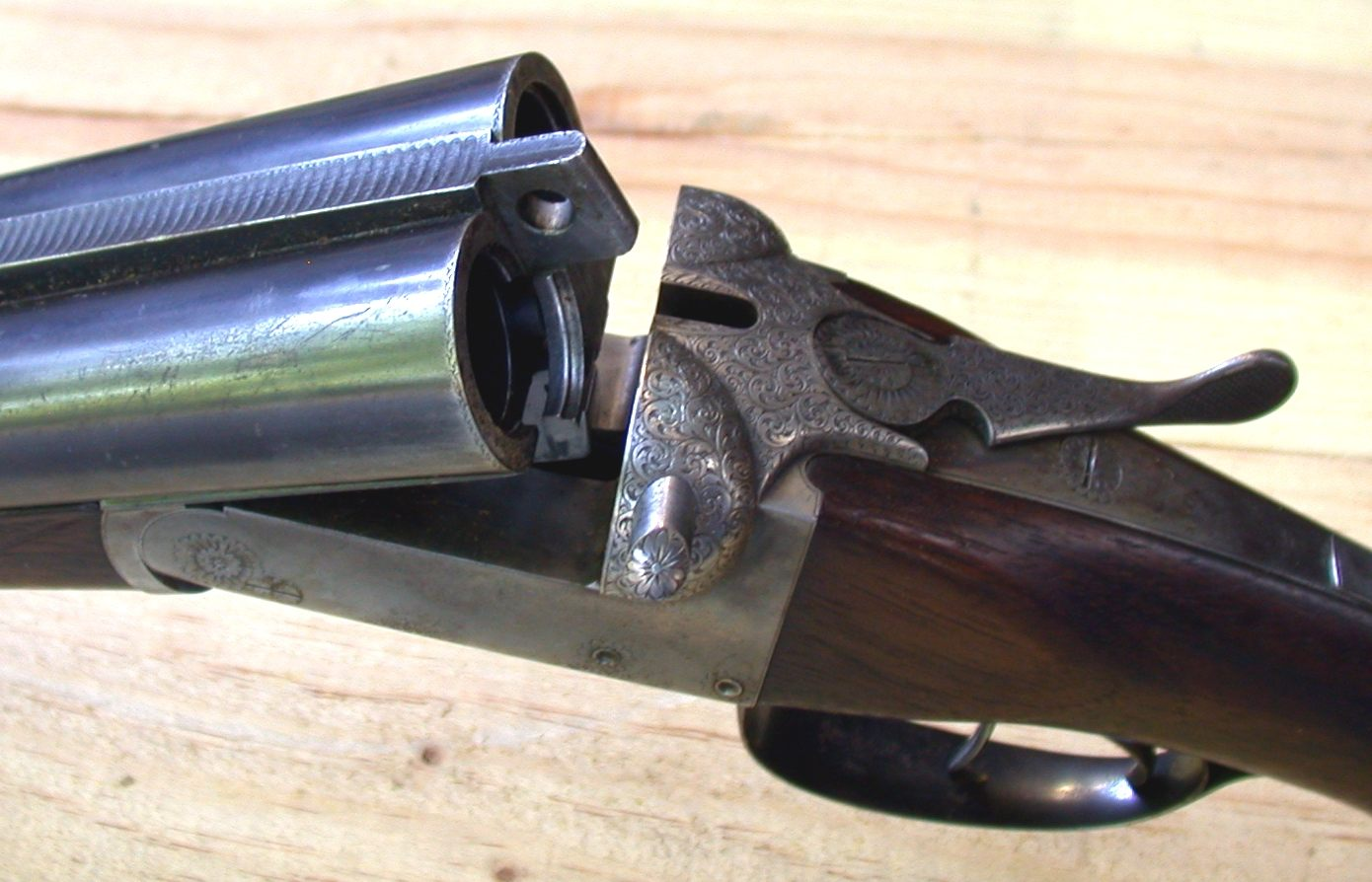
Kipplaufwaffe

Bei dieser Verschlussart kann der Lauf um eine Drehachse gekippt werden und gibt so das Patronenlager frei, so dass eine Patrone eingelegt beziehungsweise entnommen werden kann. Der Verschluss ist Teil des Systemgehäuses (Basküle) und ist heute die bei weitem häufigste Form des Baskülverschlusses, der bei Flinten und kombinierten Waffen eingesetzt wird. Seit dem 18. Jahrhundert wurden Kipplaufverschlüsse für Hinterlader konstruiert. Der Kipplaufverschluss gehört bei modernen Jagdwaffen und Waffen für das sportliche Flintenschießen zu den am meisten verwendeten Konstruktionen. Beim weit verbreiteten Greener-System – auch Greenerverschluss bekannt ,– greifen Verschlusskeile in Haken unterhalb des hinteren Laufendes und verriegeln den Verschluss. Ebenfalls bekannt ist der Kerstenverschluss und der Doppelriegelverschluss. Beim auf dem Bild gezeigten Verschluss ist am oberen Laufende ein zusätzliches Verriegelungselement angebracht. Die Ver- und Entriegelung geschieht manuell durch den Schützen über einen Bedienhebel; die Patronen werden beim Öffnen des Verschlusses durch den Auszieher ein Stück aus dem Patronenlager gehoben. Bei einigen Modellen werden leere Patronenhülsen mittels eines federgetriebenen Auswerfers (Ejektor) ausgeworfen.
Moderne Waffen mit Kipplaufverschluss haben meistens einen bis vier Läufe. Bei mehrläufigen Waffen existieren zahlreiche Bauformen mit verschiedenen Laufanordnungen und Kombinationen von Kalibern.
Kipplaufrevolver bilden das Bindeglied zwischen Revolverkonstruktion und dem Kipplaufverschluss.

### Blockverschluss

#### Klappenverschluss

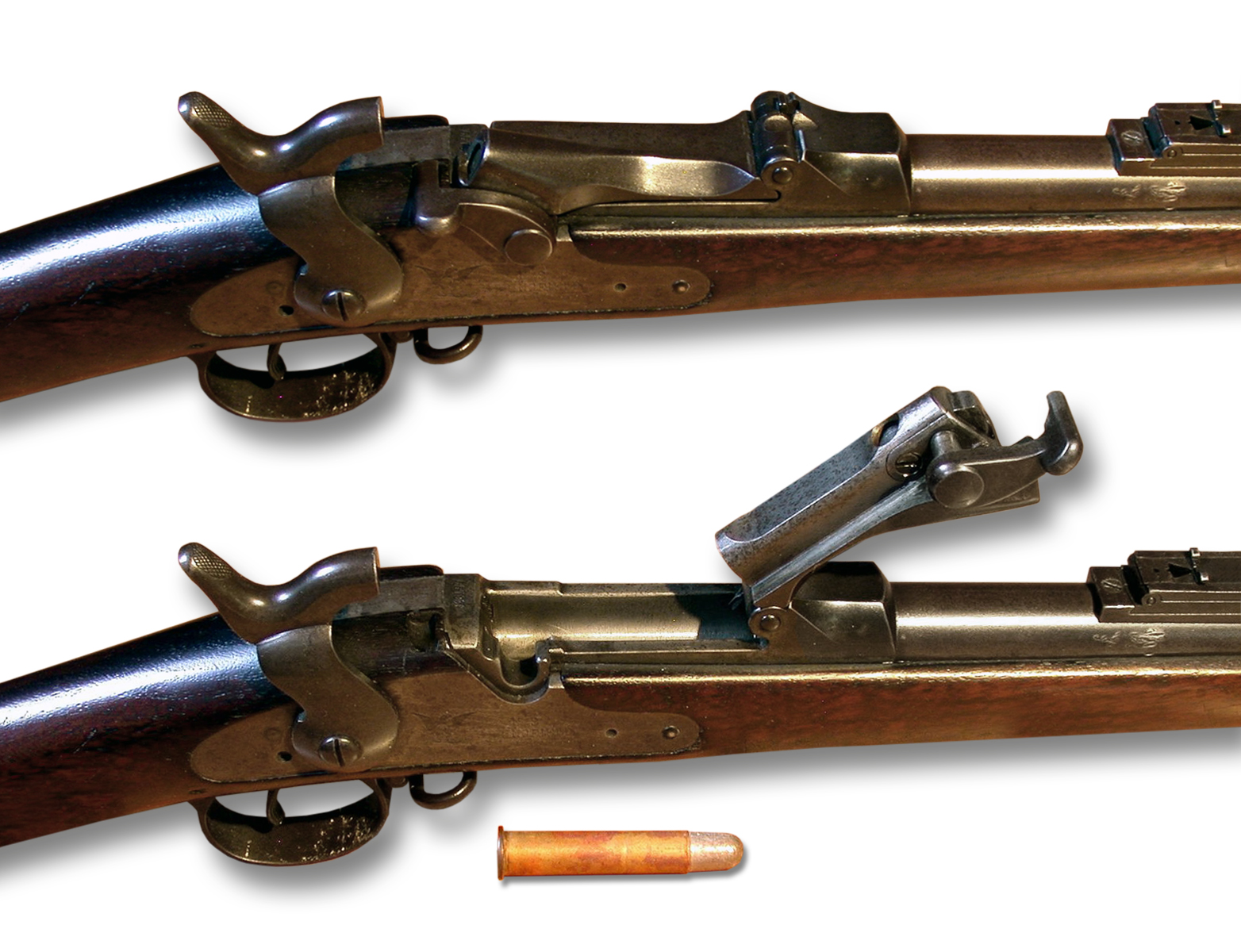
Springfield Model 1888, Verschluss geschlossen und offen, Patrone .45-70

Der Klappenverschluss ist eine sehr alte Variante eines Verschlusses für Handfeuerwaffen. Entsprechende Einzelstücke sind aus dem 16.- oder gar 15. Jahrhundert bekannt. Den ersten modernen Klappenverschluss mit einer Einheitspatrone konstruierte Sylvestr Krnka im Jahre 1849.
Bei Waffen mit Klappenverschluss handelt es sich oft um umgebaute Vorderlader. Grund ist die Kürze des Verschlusssystems, das problemlos im hinteren Bereich des Laufes neben dem Schloss angebracht werden kann. Beim nach oben zu öffnenden Klappenverschluss liegt das Scharnier vorne über dem Laufende. Blockiert wird der Verschluss mit einem hinten am Block schwenkbar angebrachten Keil. Der im Verschlussblock gelagerte Zündstift wird durch eine Feder nach hinten gedrückt, die Zündung erfolgt in der Regel durch das an der Waffe angebrachte ursprüngliche Perkussionsschloss, der Hahn schlägt auf den Zündstift. Typische Beispiele von Waffen mit Klappenverschluss sind die Springfield-Trapdoor-Gewehre der US-Armee und die schweizerischen Milbank-Amsler-Gewehre.

#### Fallblockverschluss

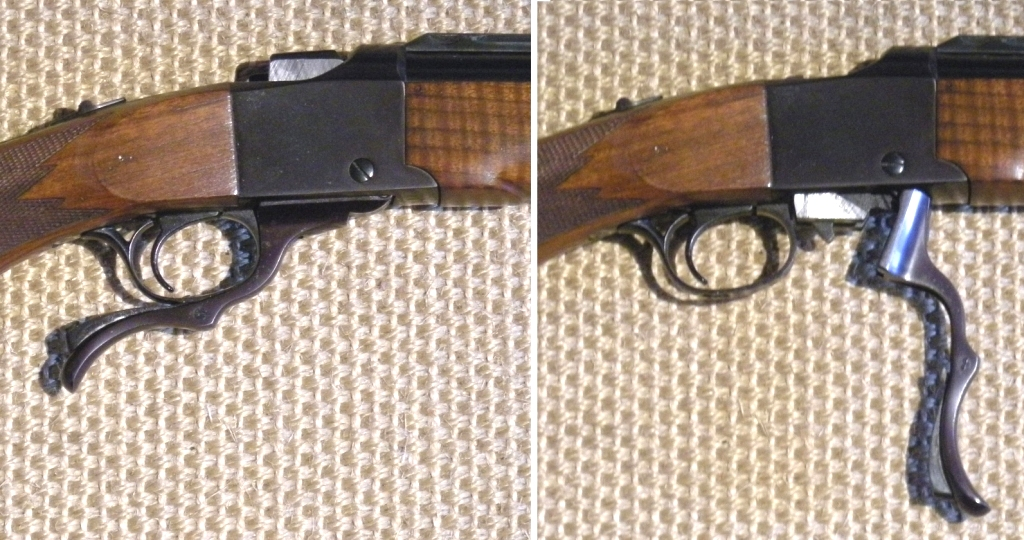
Fallblockverschluss, Sturm Ruger & Co

Beim Fallblockverschluss ist der Verschlussblock im Verschlussgehäuse senkrecht verschiebbar eingesetzt. Zum Laden wird er mittels einer Hebelmechanik nach unten gezogen, um das Patronenlager freizugeben. Siehe auch Sharps Rifle. Beim System Martini ist der Verschlussblock hinten angelenkt und wird zum Laden abgekippt, indem der Abzugsbügel heruntergezogen wird.
Die Bergmann-Pistole, die Lahti-35 sowie die StrikeOne sind verriegelte Rückstoßlader und verwenden diese Verschlussart.

#### Rolling-Block-Verschluss

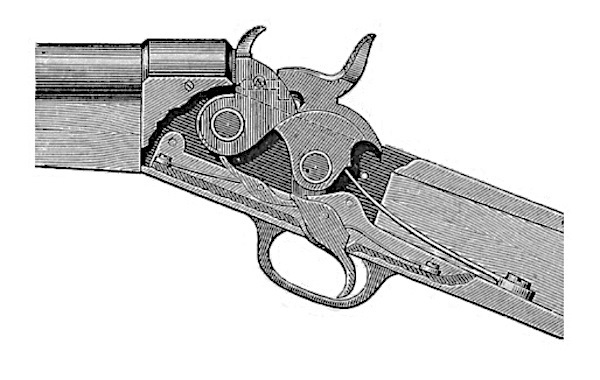
Remington Arms-Rolling-Block-Verschluss

Beim Drehblockverschluss wird der achsgelagerte Verschlussblock durch den Hahn verriegelt. Zum Laden wird der Hahn gespannt und der Verschlussblock nach hinten abgekippt. Die Patrone wird in das offene Patronenlager eingeschoben. Daraufhin wird der Verschlussblock hochgeklappt, er wird durch eine Feder am Öffnen gehindert. Wird der Abzug betätigt, verriegelt der vorschnellende Hahn den Verschluss und zündet die Patrone.

#### Kippblockverschluss
Der Kippblockverschluss, der vorzugsweise in Gasdruckladern wie beispielsweise dem Bren-Maschinengewehr, dem Tokarew-SWT-40-Gewehr und dem Sturmgewehr 44 Verwendung findet, ist eine moderne Weiterentwicklung der Blockverschlüsse.

#### Tabernakelverschluss
Der Tabernakelverschluss gehört konstruktiv zu den Blockverschlüssen und wird genauer als Wellenblockverschluss mit Lademulde bezeichnet.

### Zylinderverschluss

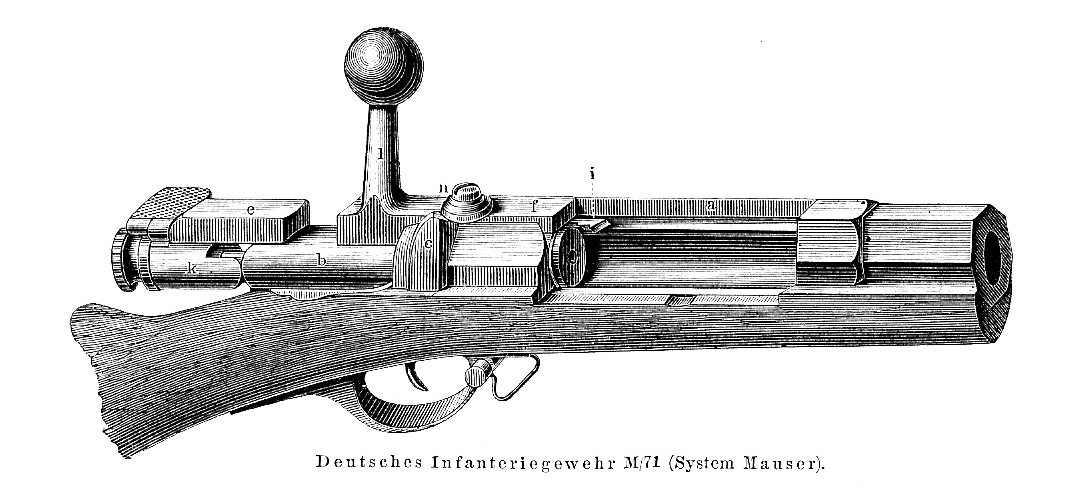
Verschluss des Mauser M71

Der Zylinderverschluss wird auch als Kammerverschluss bezeichnet. Er wird in diversen Varianten hergestellt, das Prinzip der Verriegelung ist jedoch immer dasselbe. Zum Entriegeln muss der Verschluss mit dem Kammerstängel gedreht werden, bevor er geöffnet werden kann. Die Verriegelung erfolgt entweder über meist zwei Verriegelungselemente (Zapfen oder Gewindekämme) am Verschluss, die in entsprechende Aussparungen im Verschlussgehäuse greifen. Bei Kleinkaliberwaffen erfolgt sie oft nur über den Kammerstängel, der in eine entsprechende Aussparung seitlich in der Systemhülse greift. Am weitesten verbreitet und kopiert ist das Mauserschloss (Mauser System 98, K98), das noch heute als Endpunkt eines Prinzips gelten kann.
Die Verriegelungselemente sind nicht senkrecht zur Drehachse, sondern in einem Winkel leicht schraubenförmig angebracht. Die Drehung beim Entriegeln des Verschlusses bewirkt folglich einen Rücklauf von 1 bis 2 mm desselben, was über den Auszieher die Hülse lockert. Diese primäre Extraktion vermindert den Kraftaufwand zum Nachladen erheblich.
Eine Variante sind die Geradezugverschlüsse. Bei diesen erfolgt die Drehung der Kammer oder der zur Kammer gehörenden Verriegelungshülse nicht direkt über den Kammerstängel, sondern über einen Ladehebel, der die Kammer oder Verriegelungshülse über eine entsprechend eingefräste Kulisse in Drehung versetzt. Siehe auch Drehkopfverschluss.

### Kniegelenkverschluss
Beim Kniegelenkverschluss wird die Kammer (Verschluss) durch ein gestrecktes Kniegelenk am Rücklauf gehindert. Bei Repetierwaffen (Winchester (Gewehr)) wird zum Nachladen das Kniegelenk durch die Betätigung des Ladehebels geknickt, der Verschluss läuft zurück, zieht die Patronenhülse aus und schiebt im Vorlauf die neue Patrone in das Patronenlager.
Bei Selbstlade- und Automatwaffen ist das Kniegelenk vor der Schussabgabe überstreckt, so dass der Verschluss sicher verriegelt ist. Bei der Schussabgabe beschleunigt der Rückstoß den Lauf zusammen mit dem Verschlusssystem nach hinten. Während des Rücklaufes wird das Kniegelenk durch eine Steuerkurve geknickt, der Verschluss läuft infolge seiner Massenträgheit und des noch wirkenden Restdruckes im Patronenlager weiter zurück, während der Lauf gestoppt wird. Im Rücklauf wirft der Verschluss die leere Hülse aus. Anschließend wird er durch die Schließfeder wieder nach vorn beschleunigt und führt eine neue Patrone aus dem Magazin oder Patronengurt ins Patronenlager ein.
Die Parabellumpistole ist ein verriegelter Rückstoßlader mit dieser Verschlussart.
Eine Sonderform des Kniegelenkverschlusses findet sich beim 1923 in Amerika entwickelten halbautomatischen Pedersen-Gewehr. Bei diesem ist das Kniegelenk nicht überstreckt, sondern minimal geknickt, was dazu führt, dass es durch den Rückstoß verzögert geöffnet wird. Das System hat sich nicht durchsetzen können, da eine sichere Funktion gefettete Patronen voraussetzte.

### Schwenkriegelverschluss

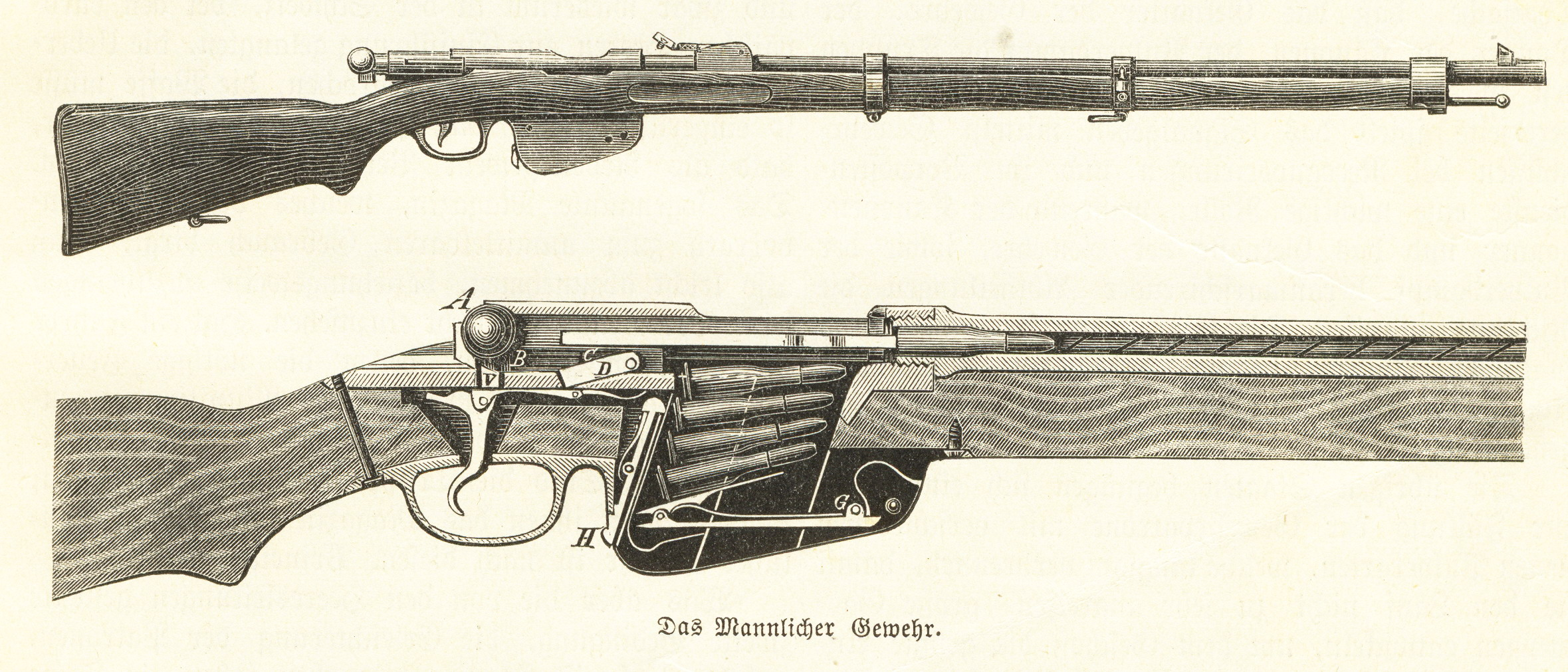
Schwenkriegel (D) beim Mannlichergewehr

Schwenkriegelverschluss des Awtomat Fjodorowa

Beim Schwenkriegelverschluss wird der Rücklauf des Verschlusses durch einen Riegel verhindert, der sich durch sein Abklappen am Verschlussgehäuse abstützt.
Ab 1881 konstruierte die französische Firma Darne in St. Etienne neben konventionellen Kipplauf-Doppelflinten solche mit einem Schwenkriegelverschluss. Zum Nachladen wurde dieser mit einem oben angebrachten Hebel betätigt.
Eine frühe Anwendung fand dieses Verriegelungssystem auch beim von Ferdinand Ritter von Mannlicher entwickelten Repetiergewehr System Mannlicher mit Geradezugverschluss sowie den Ordonnanzgewehren Modell 1885 und M1886 der Landstreitkräfte Österreich-Ungarns.
Auch beim von John Moses Browning 1918 entwickelten Gasdrucklader, dem Browning Automatic Rifle, wird der Verschluss durch einen Schwenkriegel am Rücklauf gehindert.
Die Mauser C96, Walther P.38 / P1 und Beretta 92 sind verriegelte Rückstoßlader, bei denen der Schwenkriegel die Verbindung von Lauf und Verschluss nach kurzem Zurückgleiten löst.

### Stützklappenverschluss
Beim Stützklappenverschluss wird die Verriegelung durch zwei Klappen, die in zwei gegenüberliegende Aussparungen im Gehäuse greifen, erzeugt. Gesteuert wird die Ver- bzw. Entriegelung durch Steuerkurven und korrespondierende Bolzen. Bekannte Waffen mit dieser Verriegelung sind das G 41 und G 43 sowie das DP-27 und dessen Nachfolgern (z. B. RPD). Aktuell wird das System z. B. von Sauer (Repetierer des Systems 90), Alexander Arms (im Selbstladegewehr „Ulfberht“ im Kaliber .338 Lapua Magnum) und Mauser (Geradezugrepetierer Mauser 25) verwendet.
Ein ähnliches Verriegelungssystem mit derselben Bezeichnung wurde Anfang des 20. Jahrhunderts für Waffen der Firma Mauser entwickelt. Die Stützklappen waren bei der Pistole 06/08 und dem Selbstladegewehr M1915 jedoch hinter dem Verschluss, bei der Pistole 1912/14 dagegen unter dem feststehenden Lauf angeordnet.

### Besondere Verschlusssysteme
Weitere Verschlusssysteme finden sich insbesondere bei Geschützen. Während die vorbeschriebenen Verschlusssysteme vorwiegend bei Handfeuerwaffen anzutreffen sind, finden sich für Geschütze weitere technische Lösungen zur Verschlussgestaltung, die teilweise mit obigen Verschlusssystemen verwandt sind. Darunter sind beispielsweise zu nennen:
- Keilverschluss
- Kolbenverschluss
- Kugelverschluss
- Schraubenverschluss

## Verschlusssysteme automatischer Waffen
Verschlüsse selbstladender Waffen werden nach der Abgabe des Schusses automatisch geöffnet, um die abgeschossene Hülse auszuwerfen und das Schlagstück zu spannen. Das Öffnen des Verschlusses darf auch hier erst dann erfolgen, wenn der Gasdruck im Lauf auf einen ausreichend niedrigen Wert gesunken ist. Dies ist kurz nach dem Austritt des Geschosses aus der Laufmündung der Fall. Die meisten selbstladenden Waffen sind so gerechnet, dass die Massenträgheit der beschleunigten Komponenten genügt, um die Schließfeder zu spannen, damit diese den Nachladezyklus abschließen kann. Die „Verschlusssteuerung“ in Abhängigkeit von der verwendeten Munition bildet also ein zentrales konstruktives Problem für den Bau von Selbstladern.

### Masseverschluss
Der Masseverschluss ist ein unverriegelter Verschluss für automatische Waffen, der die Verschlussfunktion aufgrund seiner eigenen Masse – im Verhältnis zur Stärke der mit ihm verwendeten Patronenmunition – gewährleistet. Die Masse des Verschlusses ist dabei so ausgelegt, dass sie eine sichere Schussabgabe erlaubt und der nach hinten auf den Verschluss wirkende Gasdruck ausreichend ist, um den Repetiervorgang (das Auswerfen der abgeschossenen Patronenhülse, Spannen des Schlagstücks und Abzugssystems sowie das Nachladen der Waffe mit einer neuen Patrone) durchzuführen. Die Verschlusssteuerung erfolgt hierbei über die Massenträgheit des Verschlusses. Verwendung findet dieses System in automatischen Kleinkalibergewehren, Selbstladepistolen sowie Maschinenpistolen. Für Munition mit nicht zylindrischen Hülsen ist das System wegen Gasverlust und Hülsenreißern ungeeignet.

### Browning-Verriegelungssystem

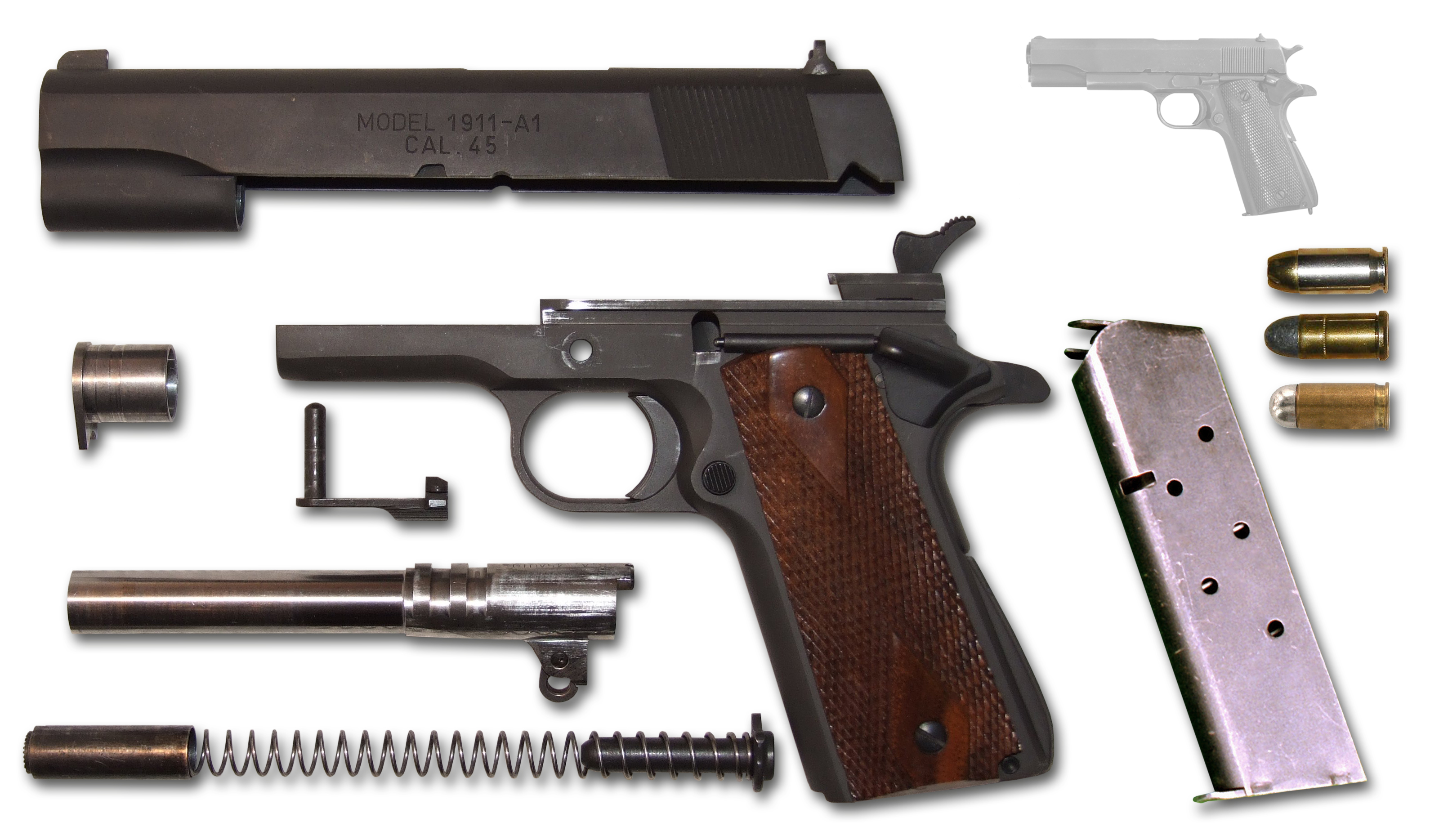
M1911A1-Pistole: zu erkennen die Verriegelungskämme oben am Laufende sowie unten das Kettenglied

Zur Verriegelung sind beim Browning-System Lauf und Verschluss (Schlitten) am hinteren Laufende mittels zweier Verriegelungskämme miteinander verbunden. Nach der Schussauslösung laufen beide gemeinsam zurück; das mit dem Griffstück über ein Kettenglied verbundene Laufende wird durch dieses nach unten gezogen. Die Verbindung zwischen Lauf und Verschluss wird damit gelöst und der Verschluss läuft frei weiter zurück. Am hinteren Totpunkt angelangt, wird der Verschluss durch die Schließfeder zum Nachladen nach vorne gebracht und trifft auf den Lauf. Dieser wird durch das Kettenglied nach oben in seine verriegelte Ausgangsposition gebracht. Die Waffe ist verriegelt und schussbereit.

### Rollenverschluss
Beim Rollenverschluss kommen als Rollen bezeichnete Walzen als Verriegelungselement zum Einsatz. Dabei liegen diese Walzen auf der einen Seite in sogenannten Walzentaschen im Schildzapfen der Waffe. Auf der anderen Seite liegen die Walzen auf dem sogenannten Steuerstück auf, welches Teil des Verschlussträgers ist. Dazwischen liegt meist der Verschlusskopf, welcher zwei Nuten aufweist, in welchen sich die Rollen vertikal bewegen können.
Rollenverschlüsse können formschlüssig statisch ausgeführt sein, indem die Rollentaschen so tief liegen, dass die Rollen sich nicht unter der Kraft der Stoßbodenkräfte daraus befreien können. Auch kann das Steuerstück vertikale Auflageflächen aufweisen und so die Rollen formschlüssig verriegeln. Als Antriebssystem von formschlüssigen Rollenverschlüssen wird entweder der Rückstoß (z. B. MG42, Pistole vz. 52) verwendet oder aus dem Lauf abgezapfter Gasdruck (z. B. Sturmgewehr 45).
Im Gegensatz dazu stehen Rollenverschlüsse, welche kraftschlüssig dynamisch verriegelt sind und sich selbstständig unter der Kraft der Stoßbodenkräfte öffnen können. Dabei wird der Verschlusskopf nach hinten gedrückt, wobei zeitgleich diese Bewegung über die Rollen auf den Verschlussträger übertragen wird. Dabei findet eine Übersetzung einer schweren Masse ins Schnellere statt, diese Übersetzung erzeugt einen mechanischen Nachteil, welche die Öffnungsbewegung des Verschlusskopfes verlangsamt. Da die Verriegelung durch diese abgeschleuderte Masse bewerkstelligt wird, zählt man diesen Verschluss zu den übersetzten Masseverschlüssen. Bekannte Vertreter dieser Art des Rollenverschlusses sind das Schnellfeuergewehr G3, die Maschinenpistole MP5, die Selbstladepistole P9 und das Sturmgewehres 57 der Schweizer Armee.

### Gasgebremster Verschluss
Bei gasgebremsten Verschlüssen wird ein Teil des Druckes im Lauf durch Bohrungen auf eine Kolbenfläche umgeleitet, welche dem Rücklauf des Verschlusses entgegenwirkt. Daraus resultiert, dass die Masse des Verschlusses im Gegensatz zu Waffen mit einem reinen Masseverschluss geringer gehalten werden kann. Zudem bewirkt ein höherer Gasdruck im Lauf einen erhöhten Druck auf der Kolbenfläche. Dieser Druckausgleich führt dazu, dass die Waffe mit verschiedenen Ladungen einwandfrei funktioniert. Typische Waffen mit „gasgebremsten“ Verschlüssen sind das deutsche Volkssturmgewehr VG 1–5 von 1945, die Pistole Steyr GB, die Pistolenbaureihe HK P7 und die Pistole Walther CCP.